# Dornemolen
De Dornemolen (ook: Lismolen of Molen van Aartshouw) was een watermolen op de Bosbeek (Limburg).
Hoewel vernoemd naar het gehucht Dorne, lag ze op de linkeroever, aan de Weg naar Dorne, in het Opglabbeekse gehucht Louwel.
De onderslagmolen was in gebruik als korenmolen, en het was een banmolen van het Prinsbisdom Luik. Ze moet al vóór 1339 zijn opgericht.
In 1920 werd ze verbouwd tot een landhuis, dat in 1940 werd gesloopt.
De kollergang van deze molen bevindt zich tegenwoordig in de voortuin bij de nabijgelegen Slagmolen.